# J 35 Draken
A J 35 Draken szuperszonikus, deltaszárnyú vadászbombázó repülőgép, melyet a Saab fejlesztett ki az 1950-es években. A sikeres repülőgépet több országba exportálták, napjainkra mindenhonnan kivonták a hadrendből, a Svéd Királyi Légierőben a JA 37 Viggen váltotta fel.